# Skurups Kommunhus AB
Skurups Kommunhus AB är ett svenskt förvaltningsbolag som agerar moderbolag för de verksamheter som Skurups kommun har valt att driva i aktiebolagsform. Bolaget ägs helt av kommunen.

## Bolag
Källa: 
- Skurup Kommunala AB
- Skurups Elverk AB
  - Skurups Energihandel AB
- Skurupshem Aktiebolag